# 이은희 (유도 선수)
이은희(1979년 3월 10일 ~ )는 대한민국의 유도 선수로 여자 하프 라이트급에 출전했다. 그녀는 2002년 부산 아시안 게임과 2004년 카자흐스탄 알마티 아시아 유도 선수권 대회에서 각각 금메달 2개를 포함하여 총 12개의 메달을 획득했으며 2004년 하계 올림픽 52kg급에서 조국 대한민국을 대표하여 메달을 획득했다.
그녀는 2002년 부산 아시안게임에서 개최국 대표팀의 일원으로 처음 국제무대에 모습을 드러냈고, 52kg 급에서 중국의 셴둥메이를 상대로 2점을 따내며 금메달을 땄다.
2004년 아테네 올림픽 카자흐스탄 알마티에서 열리는 아시아 선수권 대회에서 그녀는 여자 하프라이트급에서 1위를 하고 출전권을 얻었다. 패자부활전에서 그녀는 자신에게 올림픽 동메달의 기회를 주었지만 스웨덴의 스웨덴 선수에게 패해 동메달을 놓쳤다.